# Valū Kash
Valū Kash (persiska: ولو كش) är en ort i Iran.   Den ligger i provinsen Mazandaran, i den norra delen av landet, 150 km öster om huvudstaden Teheran. Valū Kash ligger 625 meter över havet och antalet invånare är 103.
Terrängen runt Valū Kash är kuperad. Runt Valū Kash är det ganska glesbefolkat, med 34 invånare per kvadratkilometer. Närmaste större samhälle är Pol-e Sefīd, 13,9 km sydost om Valū Kash. I omgivningarna runt Valū Kash växer i huvudsak blandskog.